# Mazda RX-7

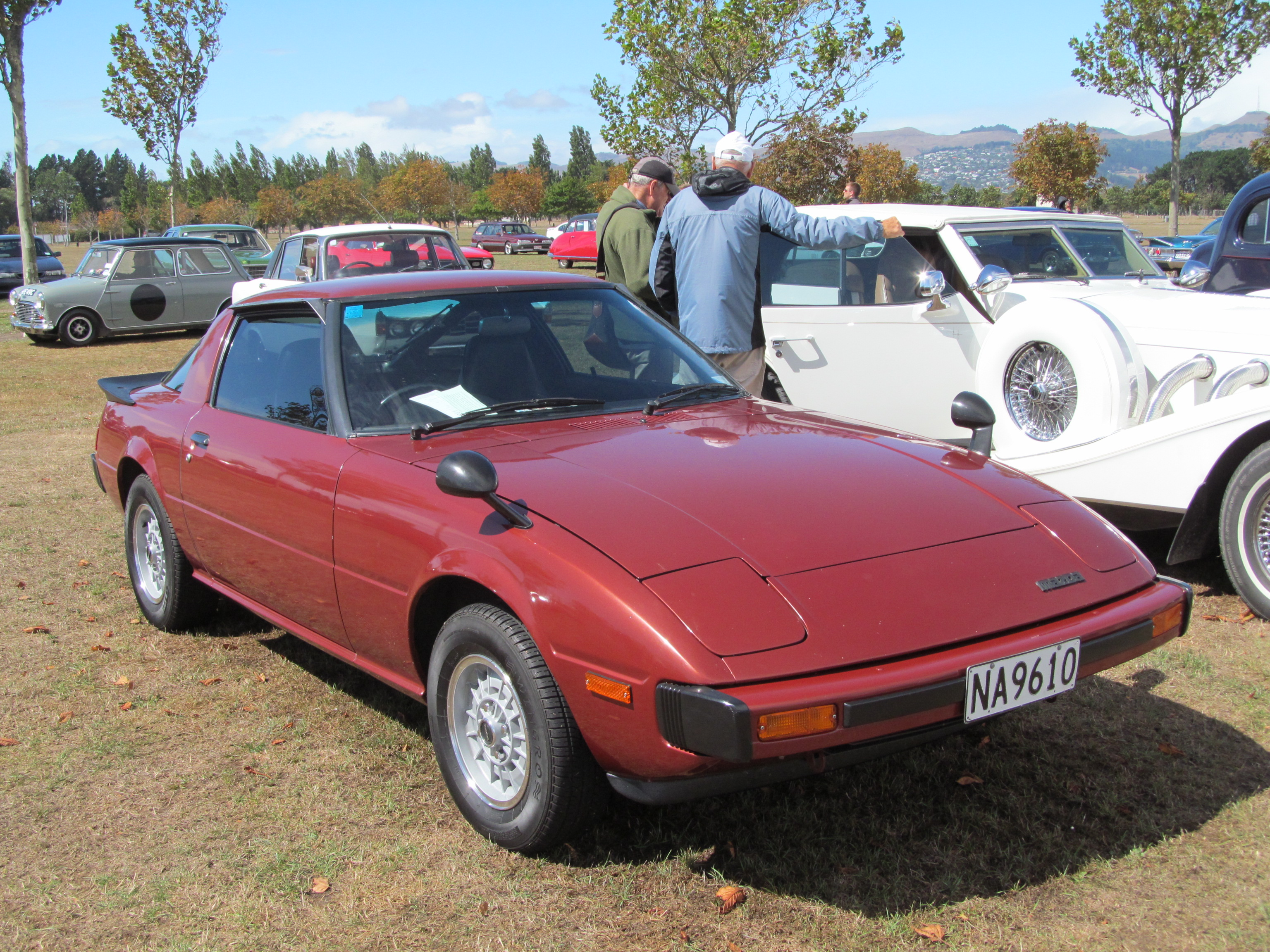
Pierwsza generacja

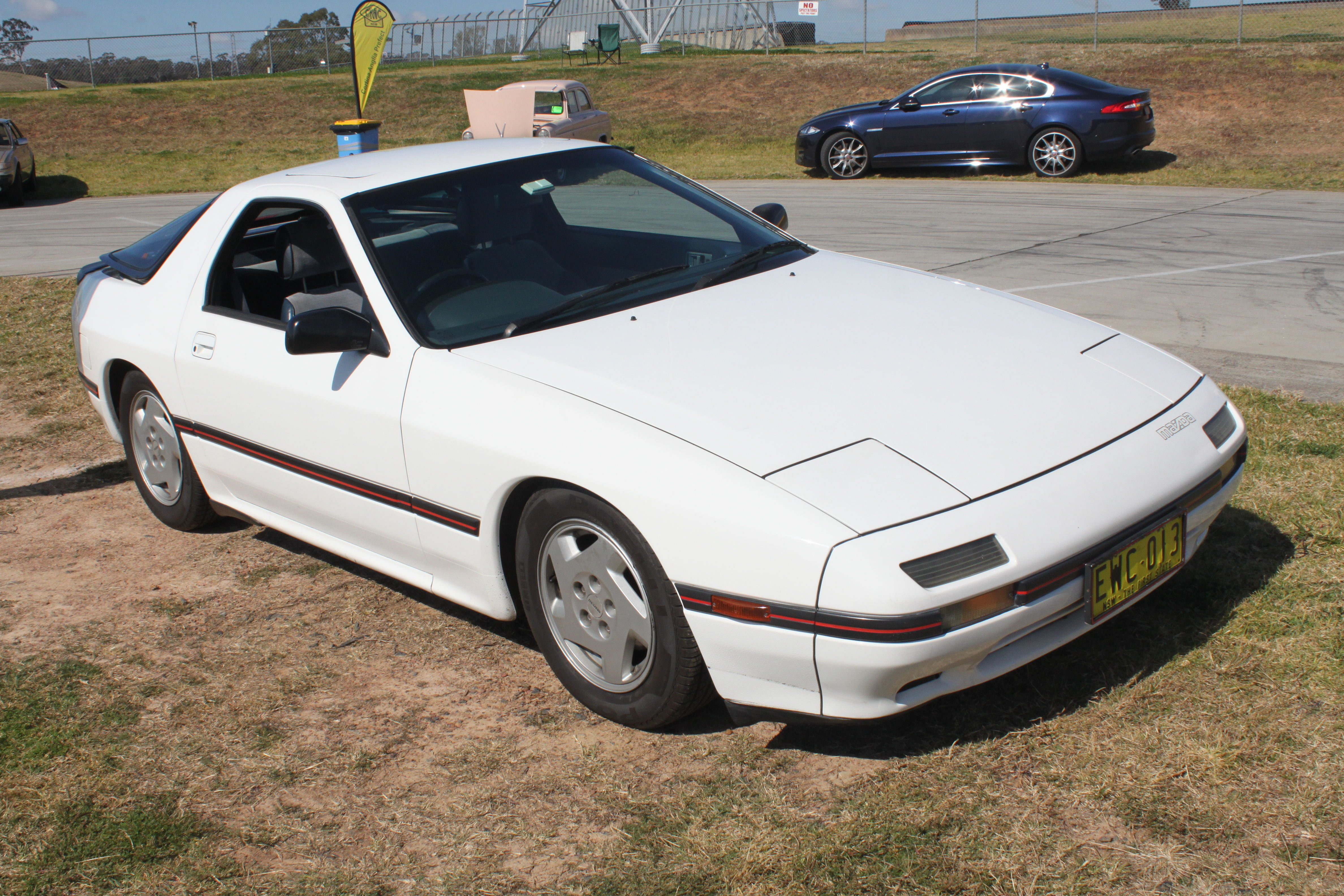
Druga generacja

Mazda RX-7 – samochód sportowy, oficjalnie zaprezentowany w marcu 1978 roku. Było to auto, które charakteryzowało się bardzo niskim jak na tamte czasy współczynnikiem oporu powietrza Cx=0,36. We wszystkich modelach tego auta montowany był oryginalny silnik z tłokiem obrotowym skonstruowany według patentu Feliksa Wankla nazwany od jego nazwiska silnikiem Wankla. 
Pierwszą generację stworzył zespół konstruktorów pod przewodnictwem Sumio Mochizukiego, a za stylizację odpowiadał Matsaburo Maeda. Pierwszy model RX-7 był wyposażony w silnik o pojemności 1146 cm³ (2x573 cm³) porównywalny z pojemnością 2292 cm³ silnika konwencjonalnego. Początkowo był produkowany w dwóch wersjach silnikowych o mocy 95 KM i 105 KM. Od roku 1983 pojazd otrzymał nowy turbodoładowany silnik i elektroniczny system wtrysku paliwa. Wyprodukowano ponad 471 000 egz. W roku 1985 pojawiła się druga generacja modelu RX-7 skonstruowana pod kierownictwem Akio Uchijamy. Wyposażona była w silnik o pojemności 2x654 cm³ z turbodoładowaniem. Do 1992 roku na rynek trafiło 272 000 egz. Trzecia generacja tego modelu weszła do sprzedaży w 1991 roku, jeszcze przed zakończeniem produkcji drugiej generacji. Szefem konstruktorów był Takaharu Kobayakawa. Do zakończenia produkcji w 2003 roku, wyprodukowano ponad 68 000 egz.
Następcą modelu RX-7 była Mazda RX-8.

## 1992 – 2002 Trzecia generacja
RX-7 FD był logicznym rozwinięciem serii RX-7 FC. Ulepszony silnik nadal występował z turbodoładowaniem – oznaczony kodem 13B-REW. W stosunku do poprzednika moc wzrosła o 39 KM. Nowy model FD legitymował się 176 kW (239 KM) przy 6500 obrotach na minutę i maksymalnym momentem obrotowym rzędu 294 Nm osiąganym przy 5000 obr./min. W ostatniej generacji RX-7 zastosowano wydajniejsze, duże tarcze hamulcowe i fotele kubełkowe.
Na rynku europejskim RX-7 była dostępna tylko od początku 1992 r. do początku 1996 r. W związku z wprowadzeniem nowych norm emisji zanieczyszczeń sprzedaż nowych aut tego typu była już niemożliwa. Sukces tego modelu na europejskim i niemieckim rynku był umiarkowany. Z powodu stosunkowo wysokiej ceny pierwotnej na początku produkcji 80 000 DM (w 1993 roku wzrosła już do 85 500 DM), w Niemczech zostało sprzedanych niewiele sztuk. Ponieważ była to ostatnia i najpotężniejsza Mazda z seryjnych RX-7, model jest rzadko spotykanym okazem dla kolekcjonerów. W Japonii, RX-7 był oferowany pod marką Efini.
W ostatnich latach produkcji RX-7 była oferowana tylko w Japonii.
Silnik tej konstrukcji został opatentowany już w roku 1936. Zamiast cylindrów znanych z normalnego silnika, silnik Wankla ma komory spalania z obrotowymi tłokami (stąd nazwa silnik rotacyjny lub z wirującym tłokiem). Wewnątrz tłoka znajduje się wał, który umożliwia przekazanie momentu obrotowego do skrzyni biegów i dalej na koła. Wankel nie ma zaworów i ma prostą konstrukcję, ale silnik przy zużywa dość dużo paliwa, zaś szybko zużywające się uszczelnienia tłoka są jego czułym punktem, na który trzeba zwracać uwagę. W modelu FD zastosowano awangardowe sekwencyjne turbodoładowanie, był to pierwszy masowo produkowany pojazd z takim rozwiązaniem – wcześniej (Porsche 959 – 337 sztuk i Alpina B10-Biturbo – 507 sztuk).

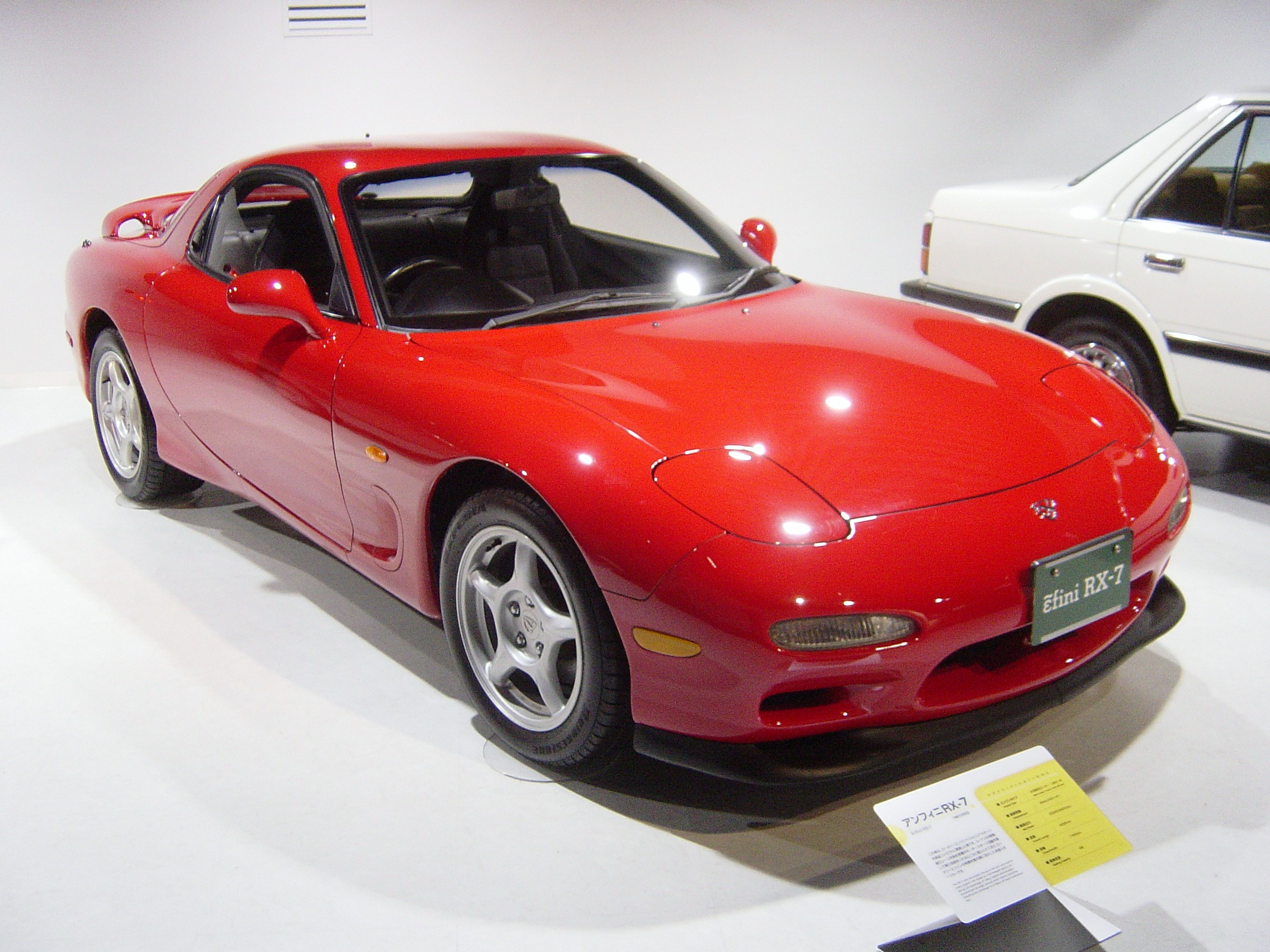
Mazda RX-7 trzeciej generacji

## Specyfikacja modelu RX-7 FD
| Wersja                         | Mazda RX-7 FD – III generacja |
| Produkcja                      | 1992–2002 |
| Silnik                         | Mazda 13B-REW 2x Turbo Hitachi, silnik rotacyjny z wirującym tłokiem, Wankel Elektroniczny wtrysk paliwa Bosch Motronic,                        |
| Umiejscowienie silnika         | Wzdłużnie do osi pojazdu |
| Napęd                          | tylny |
| Pojemność skokowa              | 2x654 / 1308 cm³ |
| Pojemność skokowa              | 96,9 × 75,00 mm |
| Stopień sprężania              | 9,0:1 |
| Ciśnienie doładowania          | 1 turbina – 0,7 bara 2 turbina – 0,7 bara |
| Moc maksymalna                 | 169 kW (239 KM) @ 6500 rpm |
| Moc na jeden litr              | 183,2 KM / 1 litr pojemności skokowej cm³ |
| Maksymalny moment obrotowy     | 294 Nm @ 5000 rpm |
| Prędkość maksymalna            | 250 km/h (dane producenta) |
| Przyśpieszenie 0–100 km/h      | 5,3 s (dane producenta) 5,3–5,5 s (testy motoryzacyjne)                                                                                         |
| Poziom głośności przy 100 km/h | - dB (dane producenta) |
| Zużycia paliwa na 100 km       | Średnie – przy prędkości: 90 km/h – 10,1 l / przy prędkości: 120 km/h – 11,5 l (dane producenta) (98 RON)                                       |
| Zużycia paliwa na 100 km       | Cykl miejski – 5,5 l / maks. 17,3 l (dane producenta) (98 RON)                                                                                  |
| Zbiornik paliwa                | 76 litrów |
| Układ hamulcowy                | Aluminiowe tarcze (przednie wentylowane) 4-tłoczkowe zaciski z przodu 2-tłoczkowe zaciski z tyłu Średnica tarcz – przód: Ø 302 mm tył: Ø 290 mm |
| Nadwozie / karoseria           | Stalowa karoseria z komponentami i lekką stalą aluminium 2-drzwiowe coupe                                                                       |
| Masa własna                    | 1270 kg |
| Skrzynia biegów                | 5-biegowa manualna lub 4-biegowa automatyczna                                                                                                   |
| Przełożenia skrzyni biegów     | 1 – 2,785; 2 – 1,545; 3 – 1,000; 4 – 0,697; wsteczny – 2,272                                                                                    |
| Felgi / opony                  | Goodyear Przód: 225/50 ZR16 / Tył: 225/50 ZR16                                                                                                  |
| Rozstaw osi                    | 2425 mm |
| Pojemność bagażnika            | 160–276 l cm³ |
| Długość / szerokość / wysokość | 4295 / 1760 / 1230 mm |